# Хуан Мартінес Мунуера
Хуан Мартінес Мунуера (ісп. Juan Martínez Munuera, 13 липня 1982, Бенідорм, Аліканте) — іспанський футбольний арбітр. З 2013 року судить матчі Ла Ліги.

## Кар'єра
Також обслуговував матчі плей-оф за право вийти в Ла Лігу в 2012 році між «Алькорконом» і «Реалом Вальядолід» (0-1) і  в 2013 році між «Жироною» і «Алькорконом» (3-1).
Після трьох сезонів в Другому дивізіоні, де він відсудив 64 зустрічі, він отримав підвищення у іспанську Прімеру.
Дебютував у вищому дивізіоні Іспанії 17 серпня 2013 року в матчі Реал Сосьєдад проти Хетафе (2-0), показавши дві жовті картки.
1 січня 2015 року отримав статус арбітра ФІФА. На європейському рівні він дебютував 2 липня 2015 року під час матчу між командами «Калев» (Сілламяе) та «Хайдук» (Спліт) у першому кваліфікаційному раунді Ліги Європи УЄФА. Гра закінчилася внічию 1:1, а Мартінес Мунуера чотири рази показав жовту картку.
У 2018 році був серед арбітрів чемпіонату Європи серед юнаків до 19 років, що проходив у Фінляндії, де обслужив три гри, в тому числі фінал між Італією і Португалією (3:4).

## Матчі національних збірних
| Дата          | Місце          | Команди                   | Результати | Турнір           | ЖК | YK · RK | RK |
| ------------- | -------------- | ------------------------- | ---------- | ---------------- | -- | ------- | -- |
| 9 травня 2018 | Кадіс, Іспанія | Саудівська Аравія — Алжир | 2 — 0      | Товариський матч | 7  | 0       | 0  |